# Devario kakhienensis
Devario kakhienensis är en fiskart som först beskrevs av Anderson, 1879.  Devario kakhienensis ingår i släktet Devario och familjen karpfiskar. IUCN kategoriserar arten globalt som otillräckligt studerad. Inga underarter finns listade i Catalogue of Life.